# Чильчинский сельсовет
Чильчи́нский сельсове́т — упразднённое сельское поселение в Тындинском районе Амурской области.
Административный центр — посёлок Чильчи.

## История
Согласно решению Амурского  облисполкома №222 от 17 мая 1978 года, и решением Тындинского райисполкома 10 декабря 1978 года был избран первый Чильчинский сельский Совет народных депутатов. 
3 августа 2005 года в соответствии с Законом Амурской области № 32-ОЗ муниципальное образование наделено статусом сельского поселения.
Упразднено в январе 2021 года в связи с преобразованием муниципального района в муниципальный округ.

## Население
| 2002 | 2010 | 2011 | 2012 | 2013 | 2014 | 2015 |
| ---- | ---- | ---- | ---- | ---- | ---- | ---- |
| 293  | ↘286 | ↘284 | ↘259 | ↘247 | ↘227 | ↘212 |
| 2016 | 2017 | 2018 |      |      |      |      |
| ↘209 | ↘198 | ↘190 |      |      |      |      |

## Состав сельского поселения
| № | Населённый пункт | Тип населённого пункта          | Население |
| - | ---------------- | ------------------------------- | --------- |
| 1 | Чильчи           | посёлок, административный центр | ↘190      |